# Prosena marginalis
Prosena marginalis är en tvåvingeart som beskrevs av Charles Howard Curran 1938. Prosena marginalis ingår i släktet Prosena och familjen parasitflugor. Inga underarter finns listade i Catalogue of Life.